# Léopold-Auguste de Schleswig-Holstein-Plön
 Léopold Auguste de Schleswig-Holstein-Plön (Né le 11 août 1702 à  Plön - mort le 4 novembre 1706 à Plön) duc de Schleswig-Holstein-Plön de 1704 à 1706.

## Biographie
Le duc Jean Adolphe Ier de Schleswig-Holstein-Plön  meurt le 2 juillet 1704, quelques jours après le décès accidentel de son fils et héritier, Adolphe-Auguste (né le 29 mars 1680), lors d'une chute de cheval le 29 juin 1704. 
À sa mort le duché revient donc à son petit-fils Léopold Auguste âgé de deux ans;  fils d'Adolphe Auguste et de son épouse Élisabeth Sophie de Schleswig-Holstein-Sonderbourg-Nordborg (née le 12 septembre 1683 - morte le 3 avril 1767) fille de Rodolphe-Frédéric de Holstein-Norbourg. Le jeune duc meurt à l'âge de 4 ans le 4 novembre 1706 et le duché revient alors à son parent Joachim Frédéric fils de Auguste de Schleswig-Holstein-Sonderbourg-Plön-Norbourg.

## Article lié
- Liste des ducs de Schleswig-Holstein-Sonderbourg-Glücksbourg

## Source
- Anthony Stokvis, Marinus Hendrik Johan, préface de H. F. Wijnman, Manuel d'histoire, de généalogie et de chronologie de tous les États du globe, depuis les temps les plus reculés jusqu'à nos jours, Israël, 1966; Généalogie des comtes et ducs de Holstein: « Chapitre VIII, Tableau Généalogique no 45 ».